# فیلیپ ریورس
فیلیپ ریورس (انگلیسی: Philip Rivers؛ زادهٔ ۸ دسامبر ۱۹۸۱) یک ورزشکار اهل ایالات متحده آمریکا است.
از باشگاه‌هایی که در آن بازی کرده‌است می‌توان به سن دییگو چارجرز اشاره کرد.